# Jakob Schmitt (Theologe)
Jakob Schmitt (* 10. September 1834 in Tauberbischofsheim; † 17. September 1915 in Freiburg im Breisgau) war ein deutscher römisch-katholischer Theologe sowie Domkapitular in Freiburg.
Jakob Schmitt studierte Katholische Theologie an der Universität Freiburg und an der Gregoriana in Rom, wo er zum Dr. theol. promoviert wurde. 1857 wurde er in Rom zum Priester geweiht, 1858 wurde er Repetitor für Homiletik und Katechetik am Priesterseminar in St. Peter, 1884 dort Subregens. 1886 wurde er Domkapitular am Freiburger Münster und Zuständiger für die kirchlichen Ausbildungseinrichtungen am Erzbischöflichen Ordinariat, war daneben auch noch bis 1888 am Priesterseminar als Subregens bzw. Regens tätig. 1902 erhielt er den Ehrentitel Päpstlicher Hausprälat.
Schmitt war für die Bildung der Geistlichen im Freiburger Bistum und darüber hinaus von nachhaltiger Bedeutung, insbesondere auch durch seine zahlreichen, weit verbreiteten Schriften. Er war im Anschluss an Joseph Deharbe als Katechetiker ein Vertreter der textanalytischen Methode der Katechese. 

## Veröffentlichungen (Auswahl)
- Manna quotidianum sacerdotum sive preces ante et post missae celebrationem, cum brevibus meditationum punctis pro singulis anni diebus. 3 Bände. Herder, Freiburg 1863–1864. 3. Auflage 1923.
- Anleitung zur Erteilung des Erstkommunikanten-Unterrichts. Herder, Freiburg 1865. 12. Auflage 1911.
- Erklärung des mittleren Deharbeschen Katechismus. 3 Bände. Herder, Freiburg 1870–1876. 10. Auflage 1903.
- Katholische Sonn- und Feiertagspredigten. 2 Bände. Herder, Freiburg 1877–1881. 5. Auflage 1899–1909.
- Des Priesters Heiligung. Erwägungen für Seelsorger. Herder, Freiburg 1915.